# Рукав Ориона

Структура Млечного Пути. Расположение Солнечной системы обозначено большой жёлтой точкой

Рука́в Орио́на — небольшой галактический рукав Млечного Пути, в котором находится Солнечная система. Толщиной приблизительно в 3500 световых лет и приблизительно 11 000 световых лет в длину. Иногда он также называется Местный рукав или Шпора Ориона.
Рукав Ориона обязан своим названием находящимся вблизи него звёздам из Созвездия Ориона. Он расположен между рукавом Стрельца и рукавом Персея (двумя крупными рукавами Млечного Пути). В рукаве Ориона Солнечная система находится вблизи внутреннего края в Местном пузыре, приблизительно в 8500 парсеках от центра Галактики (смещение к Северному полюсу Галактики составляет всего 10 парсек).

## Объекты каталога Мессье
Рукав Ориона включает в себя следующие объекты из Каталогa Мессье:
| Код  | Класс                    | Название                     | Созвездие         | Расстояние от Земли, в световых годах |
| ---- | ------------------------ | ---------------------------- | ----------------- | ------------------------------------- |
| М 06 | Рассеянное скопление     | «Бабочка»                    | Скорпион          | 1600                                  |
| М 07 | Рассеянное скопление     | Скопление Птолемея           | Скорпион          | 800                                   |
| М 27 | Планетарная туманность   | Туманность «Гантель»         | Лисичка           | 1250                                  |
| М 40 |                          | Двойная звезда M40           | Большая Медведица | 510                                   |
| М 41 | Рассеянное скопление     | «Малый Улей»                 | Большой Пёс       | 2300                                  |
| М 42 | Эмиссионная туманность   | Туманность Ориона            | Орион             | 1344                                  |
| М 43 | Эмиссионная туманность   | Туманность де Мерана         | Орион             | 1600                                  |
| М 44 | Рассеянное скопление     | «Ясли»                       | Рак               | 580                                   |
| М 45 | Рассеянное скопление     | «Плеяды»                     | Телец             | 440                                   |
| М 57 | Планетарная туманность   | «Кольцо»                     | Лира              | 2300                                  |
| М 76 | Планетарная туманность   | «Маленькая Гантель»          | Персей            | 2500                                  |
| М 78 | Отражательная туманность | Отражательная туманность М78 | Орион             | 1600                                  |
| М 97 | Планетарная туманность   | «Сова»                       | Большая Медведица | 2600                                  |
| М 23 | Рассеянное скопление     | Рассеянное скопление М23     | Стрелец           | 2150                                  |
| М 25 | Рассеянное скопление     | Рассеянное скопление М25     | Стрелец           | 2000                                  |
| М 29 | Рассеянное скопление     | Рассеянное скопление М29     | Лебедь            | 4000                                  |
| М 34 | Рассеянное скопление     | Рассеянное скопление М34     | Персей            | 1400                                  |
| М 35 | Рассеянное скопление     | Рассеянное скопление М35     | Близнецы          | 2800                                  |
| М 39 | Рассеянное скопление     | Рассеянное скопление М39     | Лебедь            | 825                                   |
| М 46 | Рассеянное скопление     | Рассеянное скопление М46     | Корма             | 5400                                  |
| М 47 | Рассеянное скопление     | Рассеянное скопление М47     | Корма             | 1600                                  |
| М 48 | Рассеянное скопление     | Рассеянное скопление М48     | Гидра             | 1500                                  |
| М 50 | Рассеянное скопление     | Рассеянное скопление М50     | Единорог          | 3000                                  |
| М 67 | Рассеянное скопление     | Рассеянное скопление М67     | Рак               | 2700                                  |
| М 73 | Рассеянное скопление     | Рассеянное скопление М73     | Водолей           | 2500                                  |
| М 93 | Рассеянное скопление     | Рассеянное скопление М93     | Корма             | 3600                                  |